# Addio cicogna addio nº2
Addio cicogna addio nº2 (El niño es nuestro) è un film spagnolo del 1973 diretto da Manuel Summers.
Si tratta del sequel del più famoso Addio cicogna addio, sempre con María Isabel Álvarez e Francisco Villa.

## Trama
Madrid, Spagna. Dopo aver battezzato il neonato con il nome di Francesco, per i giovanissimi genitori Arturo e Paloma e per il loro gruppo di fedeli amici iniziano nuove difficoltà quando il bambino, a causa di una brutta malattia, rischia di morire. Costretti a doverlo portare da un medico per farlo curare, i due ragazzi si vedono obbligati a confidare il segreto gelosamente custodito fino a quel momento. Anche i genitori di Arturo e Paloma ne vengono a conoscenza e, una volta scatenate le loro ire, Paloma viene rinchiusa in un collegio di Pamplona mentre il piccolo Francesco viene affidato a un orfanotrofio di Madrid. Per rimettere le cose a posto, gli amici dei due giovani genitori decidono di rapire Francesco.